# Silona
Die Silona war ein schwedischer Frachtdampfer, der in der Nacht vom 16. auf den 17. Februar 1962 auf den Elbwiesen in der Nähe des Baljer Leuchtturms strandete.

## Geschichte
Das in Stockholm beheimatete Dampfschiff Silona wurde 1919 auf der Werft Burgerhout in Rotterdam mit der Baunummer 51 als Zuiderdiep für die Rotterdamer Reederei Hollandsche Algemeene Atlantische Scheepvaartmaatschappij gebaut. Das 88,4 m lange und 13,1 m breite Schiff war ursprünglich mit 2.090 BRT vermessen worden. Nach dem Weiterverkauf an die Reederei Cie de Nav Franco-Chinoise fuhr es ab 1921 mit dem Namen Francillion unter französischer Flagge, anfangs mit Heimathafen Dünkirchen und nach einem Eignerwechsel ab 1925 mit Heimathafen Bordeaux. Im Jahr 1927 wurde das Schiff von der Reederei Cie Nationale de Nav in Thermidor umbenannt und 1928 an die schwedische Reederei AB Cecil verkauft, die es in Tom umbenannte. Zunächst fuhr die Tom mit Heimathafen Landskrona unter schwedischer Flagge, ab 1935 für die Reederei AB Arafart mit Heimathafen Stockholm. Am 13. Januar 1944 lief die Tom südlich der schwedischen Insel Arkö auf Grund und verlor das Vorschiff. Sie wurde noch im selben Jahr repariert und wieder in Fahrt gebracht. Durch einen weiteren Eignerwechsel erhielt das Schiff im Jahr 1959 den Namen Silona.
Im Februar 1962 befand sich das nun mit 2.261 BRT vermessene Schiff unter der Führung von Kapitän Sven Nilson auf einer Ballastreise vom niederländischen Zaandam nach Gdingen in Polen. Am Nachmittag des 16. Februar 1962 passierte es elbaufwärts Cuxhaven und nahm dort den Seelotsen Mehlert an Bord. Schon gegen Abend wurden die Schleusen des Nord-Ostsee-Kanals gesperrt und in der Nacht vom 16. zum 17. Februar 1962 brachen im Verlauf der Sturmflut von 1962 zahlreiche Elbdeiche. Beim Ankermanöver auf der Neufeld-Reede vor Brunsbüttel brach etwa um 19 Uhr zunächst die Steuerbord-Ankerkette der Silona. Als sich daraufhin auch die Backbord-Kette im Kettenkasten vertörnte und hängenblieb, trieb das Schiff, vom Orkan angeschoben, über die Reede. Es gelang der Mannschaft daraufhin, ihr Schiff vorübergehend an der Tonne 23 des Elbfahrwassers festzumachen. Eine Orkanbö riss die Silona erneut los, woraufhin sie auf den Baljer Leuchtturm zutrieb. An diesem kam das Schiff mit Glück vorbei und strandete etwa um Mitternacht rund 300 Meter vom Elbufer und 600 Meter vom Fahrwasser entfernt auf dem Deichvorland bei Balje/Hörne. Schlepper versuchten noch, den Havaristen trotz des ablaufenden Wassers von seiner Strandungsstelle abzubringen, aber das Schiff blieb aufrecht auf den Elbwiesen sitzen.
Die Mannschaft des gestrandeten Schiffes wurde erst am 22. Februar von Hubschraubern des Marinefliegergeschwader 5 geborgen. Am 25. Februar brach ein Brand auf der Silona aus, der mit Hilfe der Hörner Freiwilligen Feuerwehr gelöscht wurde, aber einen weiteren Sachschaden von rund 100.000 DM anrichtet. In den folgenden Monaten bildete die Silona ein beliebtes Ausflugsziel. Da die Silona nicht geborgen werden konnte, wurde sie ab Anfang April 1962 vor Ort abgebrochen. Der Doppelboden des Schiffes wurde jedoch nicht verschrottet, sondern weiterverwendet.